# Oina (Muhu)
Koordinaten: 58° 34′ N, 23° 19′ O
Oina ist ein Dorf (estnisch küla) auf der drittgrößten estnischen Insel Muhu. Es gehört zur gleichnamigen Landgemeinde (Muhu vald) im Kreis Saare (Saare maakond).

## Einwohnerschaft und Lage
Der Ort hatte 2011 nur noch drei Einwohner (Stand 31. Dezember 2011). Er liegt vier Kilometer westlich des Fährhafens Kuivastu.